# Codonoblepharon forsteri
Zygodon forsteri
Espèce
Synonymes
- Bryum forsteri Dicks., 1801[1] (basionyme)[2]
- Zygodon forsteri (Dicks.) Mitt., 1851 (synonyme homotypique)[2]
- Zygodon madeirensis Dixon & Luisier, 1939[2]

Statut de conservation UICN

 EN B2ab : En danger
Codonoblepharon forsteri, connu au XXe siècle et au début du XXIe sous le nom Zygodon forsteri, est une espèce de Bryophytes de la famille des Orthotrichaceae. Il s'agit d'une petite mousse épiphyte rare et dispersée sur l'Europe occidentale et méditerranéenne et au micro-habitat très spécialisé : les dendrotelmes ; c'est-à-dire les cavités temporairement mouillées et gorgées de tanin des troncs et branches essentiellement de Chênes et de Hêtre, caractéristiques des forêts anciennes.

## Description

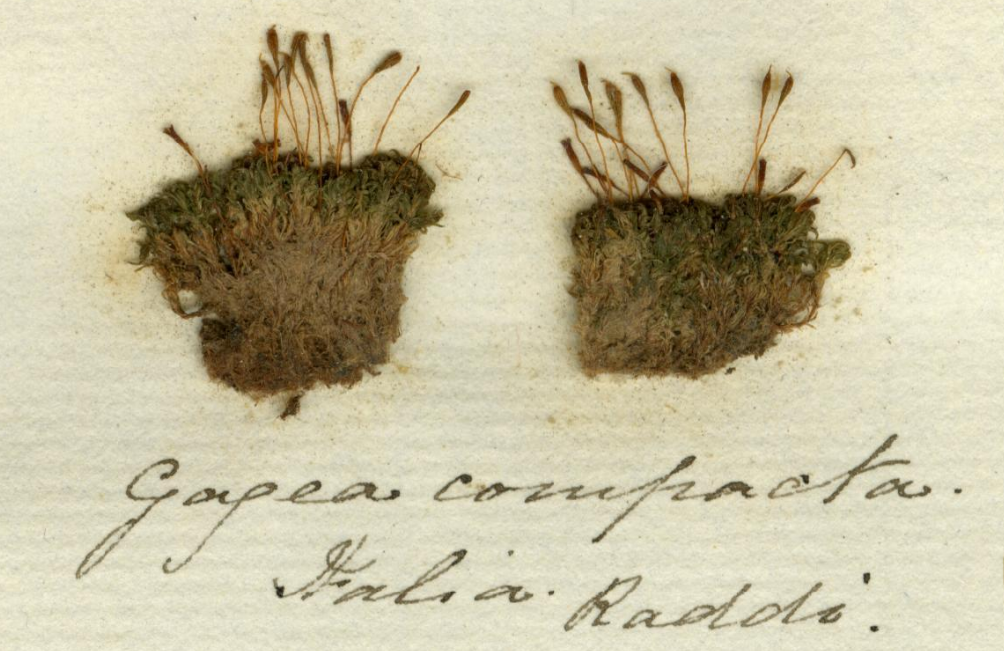
Exsiccata de l'herbarium du jardin botanique royal d'Édimbourg.

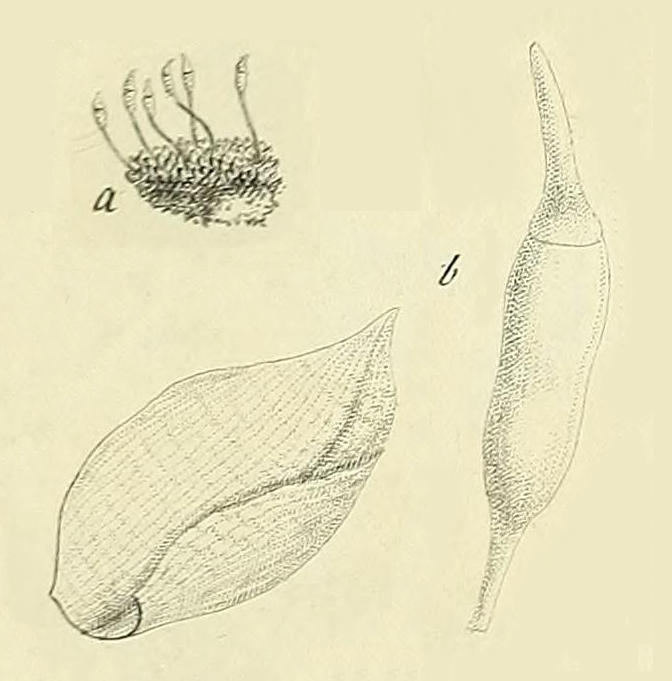
Codonoblepharon forsteri. Légende : a, plante entière ; b, feuille et capsule. Illustration botanique originale de James Dickson issue de son Fasciculus Plantarum Cryptogamicarum Britanniae de 1795.

Codonoblepharon forsteri est une petite mousse vert foncé brillant sur le dessus, brun-rougeâtre sur le dessous, formant des gazons dont les tiges fructifères sont dressées, généralement ramifiées et d'une hauteur limitée à 1 cm. Ses rhizoïdes sont translucides à verdâtres et lisses à la base de la tige. Ses feuilles  (phylloïdes) sont dressées lancéolées et carénées, le bout du limbe étant aigu et ses marges planes et entières. Elles sont dressées et étalées lorsqu'elles sont humides, courbées à l'état sec. La nervure centrale est facilement visible et se prolonge jusqu'en bout. Ces feuilles mesurent de 1,45 à 1,80 mm de long pour 0,37 à 0,55 mm de large,.
La partie sexuée, le sporophyte, est composée d'une soie d'environ 5 mm de long supportant une capsule ovale à plus ou moins évasée sur sa base. Le bord de l'ouverture des sporanges par où sortent les spores (le péristome) est orné d'une rangée de 8 dents externes réfléchies à l'état sec (l'exostome) et d'une rangée de 8 dents internes (l'endostome). Les propagules sont présentes mais pas abondantes et les spores sont presque lisses et mesurent de 10 à 13 μm de diamètre,.
L'espèce se différencie principalement du genre Zygodon par ses cellules foliaires lisses.

## Biologie et écologie

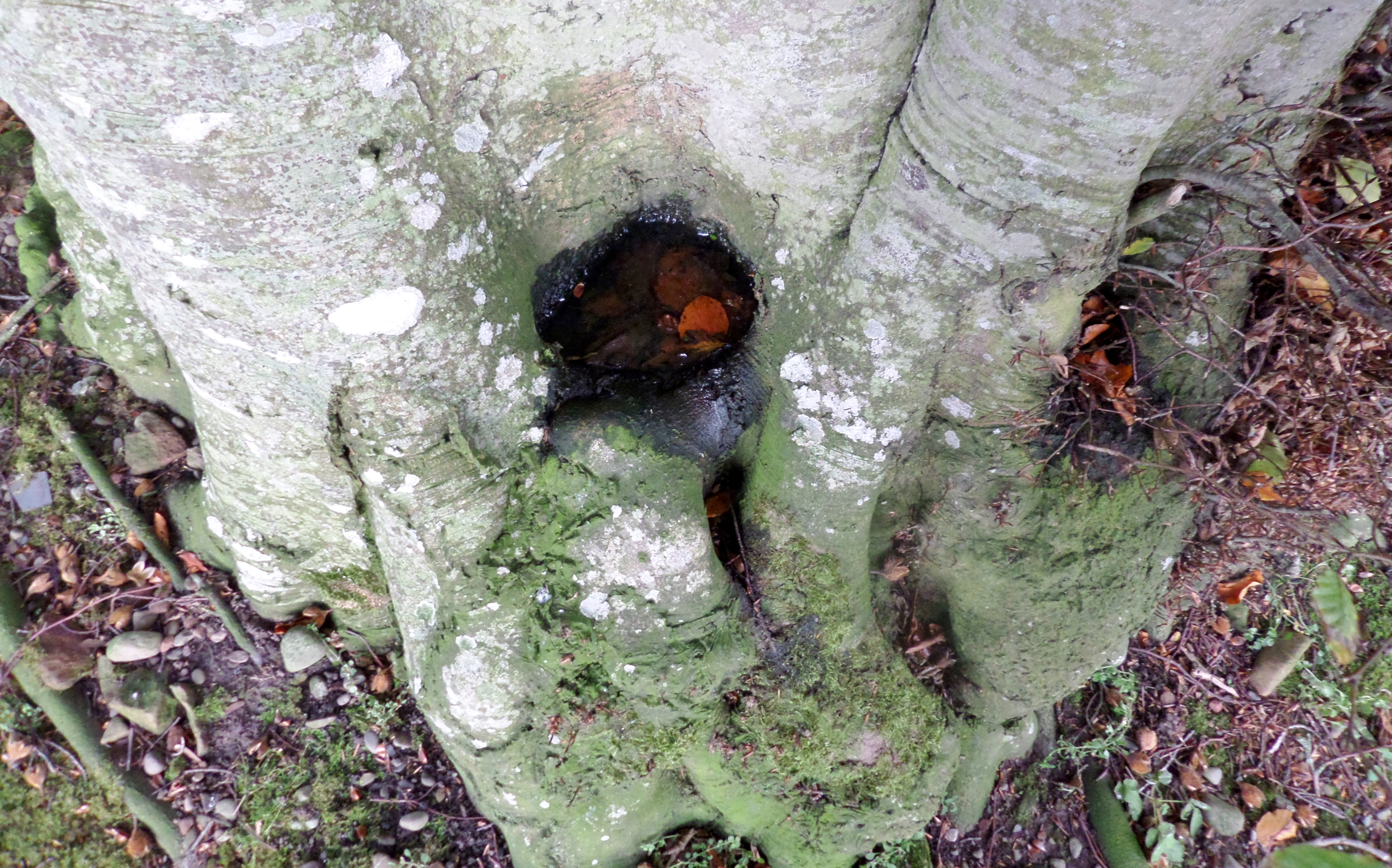
Dendrotelme sur un Hêtre.

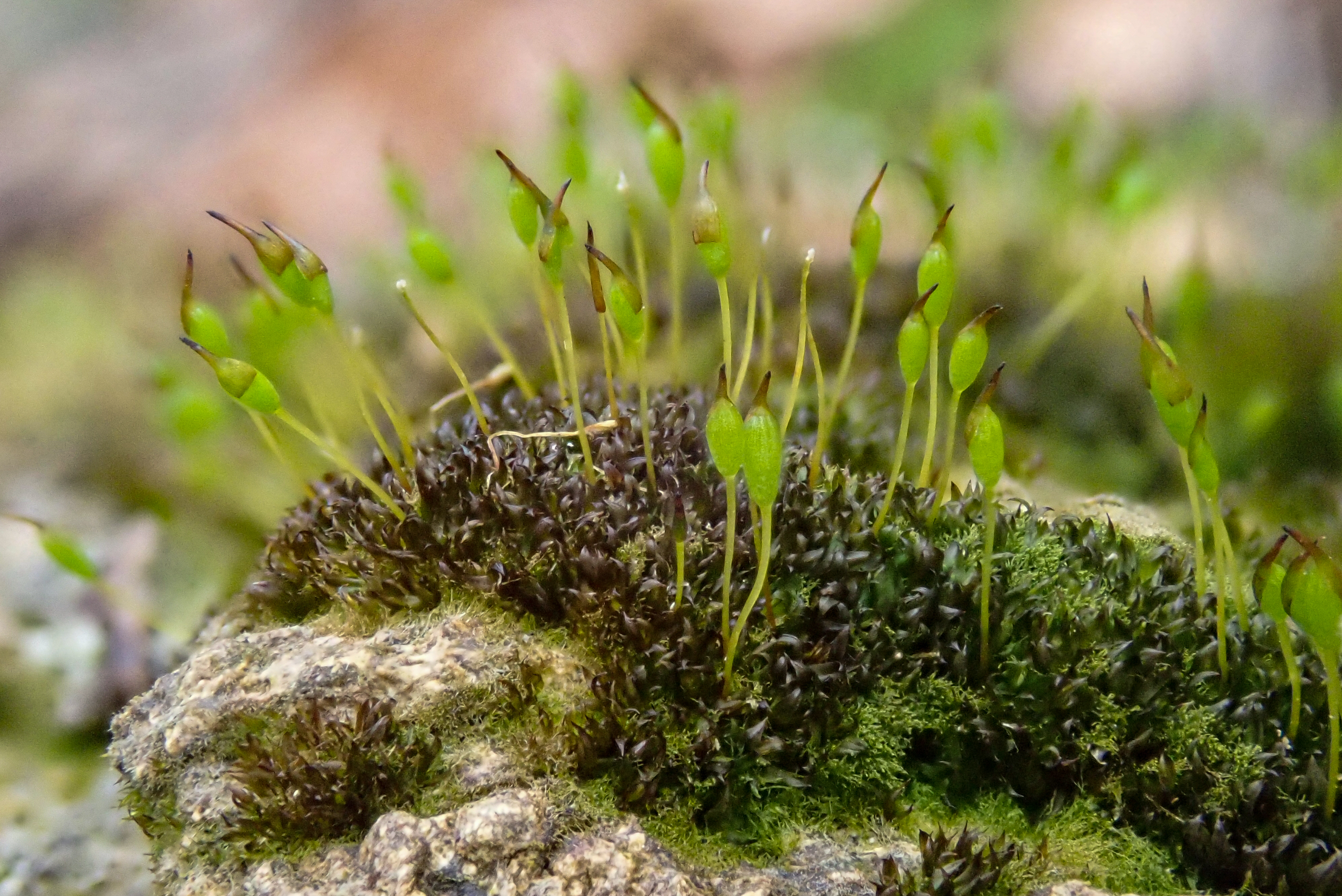
Codonoblepharon forsteri (New Forest, sud de l'Angleterre).

Cette espèce épiphyte apprécie les bordures des cavités et blessures profondes de certains arbres, temporairement remplies d'eau : les dendrotelme. Plus précisément, ces cavités se créent lors de la bifurcation de certaines branches ou de leur arrachage d'origine naturelle ou issu de l'exploitation forestière traditionnelle, et de la cicatrisation consécutive en bourrelets. L'eau s'accumule lors des pluies, des feuilles et autres débris s'y décomposent et l'arbre y diffuse des tanins et d'autres substances organiques constituant ainsi une infusion à la fois riche en humus et toxique. Lors de son débordement, cette eau coule le long de l'arbre et c'est dans les premiers centimètres de ce suintement que cette mousse se développe, que ce soit le long du tronc, des branches ou entre les racines. Ces arbres sont toujours bien ensoleillés car l'espèce est héliophile et sont souvent de vieux sujets, des têtard ou des émondes isolés ou regroupés en bois clair,.
Les essences concernées sont des Chênes, le Hêtre, des Ormes et des Érables en France,,, ; le Hêtre en Angleterre ; le Chêne vert, le Chêne du Portugal, le Hêtre, l'Érable de Montpellier et plus rarement le Sapin d'Andalousie (toujours à la base du tronc dans ce dernier cas) en Espagne ; et le Sapin de Céphalonie en Grèce. De façon plus anecdotique, cette mousse est également référencée sur des Peupliers et des Noyers.
Ce micro-habitat est très particulier, et de ce fait, une seule autre espèce partage cette écologie avec C. forsteri, il s'agit d'Anacamptodon splachnoides, un Bryophyte des forêts anciennes et profondes de Hêtre à la distribution française très clairsemée. Cependant, les deux espèces ne semblent pas appartenir au même cortège floristique. En dehors de l'écoulement d'eau tannique proprement dit, l'écorce peut par exemple être colonisée par Zygodon viridissimus et Neekera complanata, des espèces qui peuvent concurrencer C. forsteri lors de l'arrêt prolongé du suintement.
Codonoblepharon forsteri est une espèce à reproduction sexuée plus que végétative développant de nombreux sporophytes autoïques, c'est-à-dire une organisation monoïque dont l'inflorescence femelle (l'archégone) est située sur un rameaux différent de l'inflorescence mâle (l'anthéridie). Il semble que les fructifications aient à subir régulièrement, avant leur pleine maturité, les affres des herbivores tels que les limaces, car elles seraient plus nutritives ou plus digestes que les feuilles et les tiges.

## Répartition
Codonoblepharon forsteri affectionne les climats sub-océanique, méditerranéen et tempéré de l’étage collinéen de 50 à 1 400 m d'altitude en Europe de l'Ouest et méditerranéenne et plus rarement au delà.
L'espèce est présente en Algérie, au Maroc, en Espagne,, au Portugal (dont Madère), en France (dont la Corse), en Belgique, en Angleterre,, en Allemagne,, au Danemark, en Suisse, en Italie (dont la Sicile et la Sardaigne), en Croatie, en Hongrie, en Serbie et au Monténégro, en Grèce et en Turquie.
En France, l'espèce est par exemple connue de la forêt de Fontainebleau ainsi que du bois de Païolive.

## Menace et conservation
C. forsteri est de manière générale rare et localisée et ses populations sont fragmentées et en déclin sur l'ensemble de leur aire de répartition. Elle est caractéristique des forêts anciennes, c'est-à-dire de forêts n'ayant pas connue de bouleversements profonds de longue date. L'espèce a pu par le passé être plus courante et il semble que ce soit l'exploitation forestière moderne et le nettoyage systématique des forêts qui soit à l'origine de sa raréfaction, au contraire de l'exploitation traditionnelle par émondage et création de tétard qui lui sont favorables.
Cette espèce est présente sur la liste rouge européenne de l'UICN 2019 où elle est considérée comme en danger d'extinction. En France, elle est présente sur la liste rouge des Bryophytes menacées d'Alsace de 2014 où elle considérée comme espèce disparue et sur la première liste rouge des mousses, hépatiques et anthocérotes d'Auvergne de 2014 comme espèce en danger critique d'extinction. Elle est également présente sur la liste rouge britannique des mousses et hépatiques de 2001 et sur la liste prioritaire 2007 de Grande-Bretagne. L'habitat principal de cette espèce est inscrit sur l'annexe I de la directive européenne sur les habitats sous le nom « Forêt de Quercus spp. à feuilles pérennes » (6310).

## Taxonomie
Cette espèce est décrite pour la première fois en 1795 sous le nom Bryum forsteri par l'Écossais James Dickson à partir d'exemplaires récoltés par D. Thom. F. Forster en Juin sur un arbre abattu de Walthamstow, une ville du Borough londonien de Waltham Forest en Angleterre. L'espèce est ensuite placée dans le genre Zygodon sous le nom Zygodon forsteri par le Britannique William Mitten en 1851. En 2004, Les recherches phylogénétiques moléculaires menées par le jardin botanique du Missouri suggèrent que Z. forsteri est plus proche du genre Codonoblepharon que de Zygodon. Un point de vue qui ne fait pas consensus chez l'ensemble des bryologues des années 2000. Certains l'excluent des Codonoblapharon à cause de ses rhizoïdes blancs, de ses cellules plus larges, de la réaction négative au KOH des parois cellulaires lamellaires et de sa distribution tempérée dans l'hémisphère nord. D'autres, considèrent que le taxon Codonoblapharon est un sous-genre de Zygodon. En 2019 et 2020, sa place taxonomique ne fait toujours pas consensus, le nom de genre retenu étant soit Zygodon, soit Codonoblapharon.